# Bangka
Bangka – wyspa w Indonezji w prowincji Wyspy Bangka i Belitung.
Leży w pobliżu południowo-wschodniego wybrzeża Sumatry, od której oddziela ją cieśnina Bangka; od północy oblewa ją Morze Południowochińskie; od południa Morze Jawajskie; od wschodu cieśnina Gaspar oddzielająca od wyspy Belitung. Powierzchnia 11 942 km²; pagórkowata (wysokość do 692 m n.p.m.); dwie trzecie powierzchni wyspy pokrywają lasy równikowe i tereny bagienne.
Ludność 627 tys. mieszkańców (1990); głównie Malajowie i imigranci z Chin. Główne miasta Pangkal Pinang, Sungai Liat, Toboali, Muntok; większość ludności utrzymuje się z rolnictwa (gł. uprawa pieprzu) oraz eksploatacji bogatych złóż cyny. Cyna pochodząca z tej wyspy jest najwyższej jakości.
Nazwa wyspy pochodzi od słowa wangka, co znaczy „cyna”; dlatego wyspa nazywana jest też Tin Island (Wyspa Cynowa).
16 lutego 1942 roku, w czasie wojny na Pacyfiku, w północnej części wyspy żołnierze japońscy zamordowali około 80 rozbitków z alianckich statków, wśród nich 21 australijskich pielęgniarek.